# Escuela Preparatoria DeBakey para las Profesiones de la Salud
Escuela Preparatoria Michael E. DeBakey para las Profesiones de la Salud o la Escuela Secundaria DeBakey (DeBakey High School for Health Professions o DHSHP) es una escuela preparatoria (high school) magnet en el Centro Médico de Texas en Houston, Texas. Es una parte del Distrito Escolar Independiente de Houston (HISD por sus siglas en inglés).
Fue la primera escuela preparatoria para las profesiones de la salud del mundo.
DeBakey no es una preparatoria completa. Especializada en ciencias de la salud. Estudiantes de la Preparatoria DeBakey también toman cuatro años de cada uno de los siguientes temas: ciencias, matemáticas, estudios sociales y el idioma inglés. También toman tres años de cualquier idioma extranjero. El tamaño del cuerpo estudiantil es menor que el de una preparatoria completa estadounidense típica.
Su escuela hermana es el DeBakey High School for Health Professions at Qatar, una escuela privada estadounidense en Doha, Catar. La primera directora de la escuela en Catar, Charlesetta Deason, fue la directora de la Preparatoria DeBakey en Houston, a partir de 1989.
El actual plantel de DeBakey, con 194.000 pies cuadrados de área, se abrió en junio de 2017 en Hermen Pressler Street. Se incluye salones para simulaciones de hospitales y laboratorios para atención de pacientes, odontología y rehabilitación. Tenía un precio de $67 millones de dólares.

## Galería

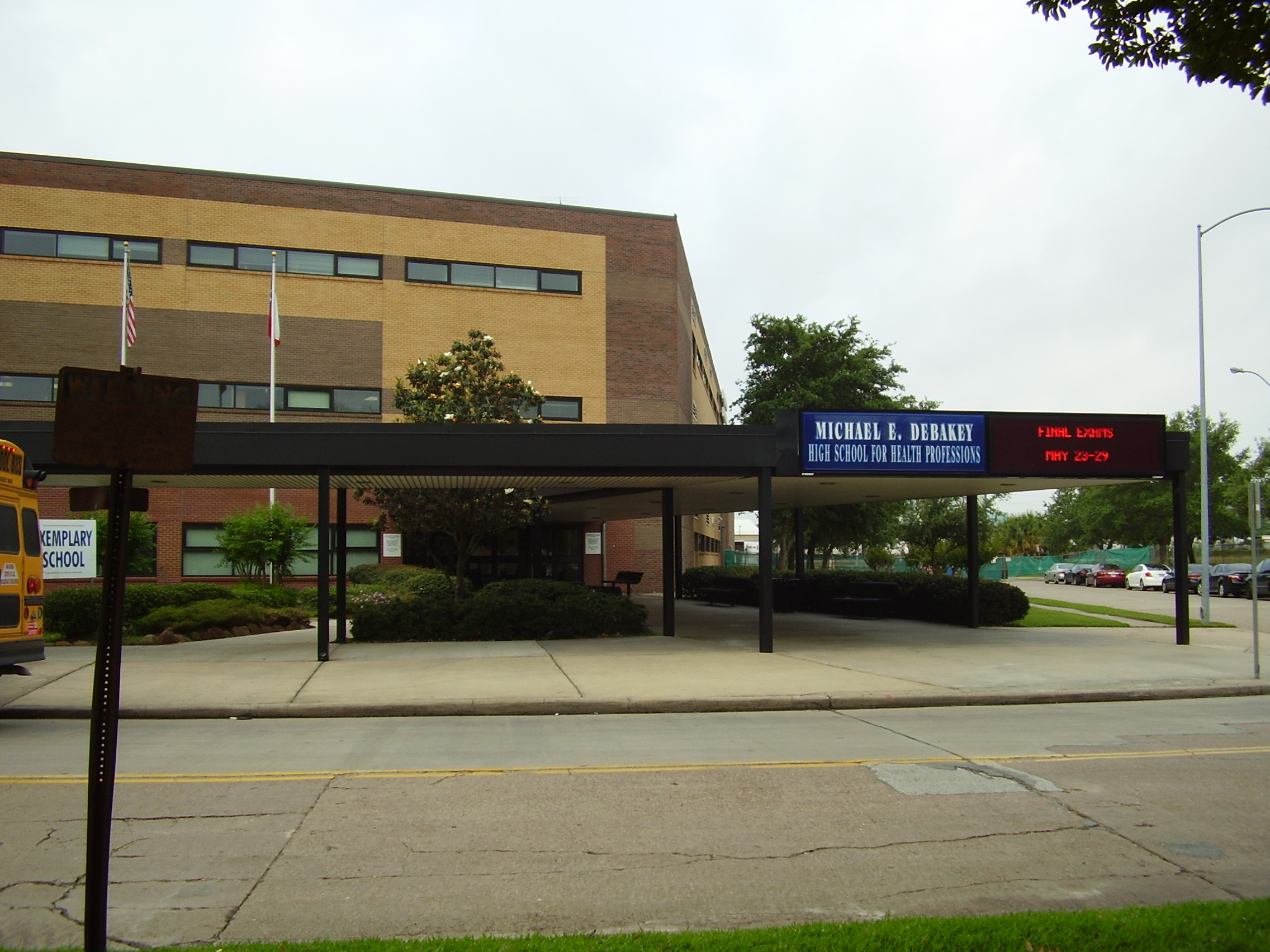
Antigua plantel